# Kimberly Dos Ramos
Kimberly dos Ramos de Sousa (Caracas, 15 de abril de 1992) é uma atriz e modelo luso-venezuelana. 

## Biografia
Sua primeira aparição foi em 2003 na novela La Cuaima, da Radio Caracas Televisión, onde interpretou Bambi Cáceres Rovaina, um papel coadjuvante na novela.
Mais tarde, ela fez uma aparição na novela da RCTV Amor a palos, onde interpretou Julieta.
Em 2008, ela interpretou Eugenia Alcoy Del Casal na novela da RCTV La Trepadora, uma novela inspirada na obra homônima escrita por Rómulo Gallegos em 1925.
Em 2009, deu continuidade ao seu trabalho como animadora no programa Loco video loco da RCTV Internacional, onde esteve apenas por aproximadamente dois meses.5
No final de 2009, interpretou Karen Montero naquela que seria a última produção da RCTV Internacional, Que el cielo me explique.
Mais tarde teve várias participações em diferentes audições para fazer parte do elenco de uma nova série de televisão juvenil para a Nickelodeon Latin America. Posteriormente, na conferência anual da National Association of Television Programming Executives, foi anunciada no elenco da produção, que se intitula Grachi, uma série de fantasia e aventura. Ela interpretou a personagem Matilda Román.
Em 2012 integrou o elenco de El rostro de la venganza, da Telemundo.
Em 2013, fez parte do elenco da telenovela do Telemundo, intitulada Marido en alquiler. Nessa novela, divide os créditos com Sonya Smith e Juan Soler, entre outros.
Em 2014 interpretou Irina Del Junco, uma das protagonistas da novela Tierra de reyes.
Depois foi a protagonista de Quem é quem?, dando vida a Fernanda Manrique, dividindo os créditos com Eugenio Siller.
Em 2016, ingressou na Televisa na telenovela Vino el amor, produzida por José Alberto Castro, onde interpretou a antagonista Graciela, dividindo créditos com Irina Baeva e Gabriel Soto.

## Filmografia

### Televisão
| Ano  | Título                   | Personagem                                                  |
| ---- | ------------------------ | ----------------------------------------------------------- |
| 2000 | Hechizo de amor          | Marta "Martica" Sánchez                                     |
| 2001 | Más que amor, frenesí    | Anastasia "Tati" Lara Fajardo                               |
| 2002 | Las González             | Petunia Piña González                                       |
| 2003 | La Cuaima                | Bambi Cáceres Rovaina                                       |
| 2005 | Amor a palos             | Julieta Soriano Lam                                         |
| 2008 | La Trepadora             | Eugenia Alcoy Del Casal                                     |
| 2011 | Que el cielo me explique | Karen Montero                                               |
| 2011 | Grachi                   | Matilda Román                                               |
| 2012 | El rostro de la venganza | Katerina Alvarado Cruz                                      |
| 2013 | Marido en alquiler       | Patricia Ibarra Palmer de Carrasco                          |
| 2014 | Tierra de reyes          | Irina Del Junco Belmonte de Gallardo                        |
| 2015 | ¿Quién es quién?         | Fernanda Manrique / Isabella Fernanda Blanco de Fuentemayor |
| 2016 | Vino el amor             | Graciela Palacios Smith                                     |
| 2018 | Por amar sin ley         | Sofía Alcocer Balcázar                                      |
| 2020 | Rubí                     | Maribel de la Fuente Ortiz de Ferrer                        |
| 2021 | La desalmada             | Isabela Gallardo Torreblanca                                |
| 2023 | Vuelve a mí              | Liana Corrales                                              |
| 2024 | Vivir de amor            | Angelli del Olmo Sandoval de Aranda                         |
| 2025 | Me atrevo a amarte       | Victoria Pérez-Soler Paz                                    |

### Cinema
| Ano  | Titulo   | Personagem | Notas          |
| ---- | -------- | ---------- | -------------- |
| 2014 | Los Ocho | Diana      | Curta-metragem |